# Richard Van Allan
Richard Van Allan (né le 28 mai 1935, mort le 4 décembre 2008) est un chanteur baryton-basse britannique.
Il a servi un répertoire très varié sur nombre de grandes scènes du monde, notamment Covent Garden et l'English National Opera.
Il fit sensation dans Verdi, Wagner, Mozart et Gilbert et Sullivan.
Le journal The Times a écrit qu'il possédait toutes les qualités qui font l'artiste complet :
la musicalité, une technique vocale aboutie, une diction parfaite, un sens dramatique des plus sûrs et une forte personnalité.